# Fatu Loda
Fatu Loda (Fatuloda) ist eine osttimoresische Aldeia. Sie liegt im westlichen Zentrum des Sucos Balibar (Verwaltungsamt Cristo Rei, Gemeinde Dili). 2015 lebten in der Aldeia 863 Menschen.

## Geographie
Der Suco Balibar besteht aus vier Aldeias, die von West nach Ost nebeneinander aufgereiht südlich der Landeshauptstadt Dili liegen. Fatu Loda ist von Westen aus die zweite Aldeia. Westlich liegt die Aldeia Lacoto, östlich die Aldeia Lorico mit dem Ort Balibar. Im Norden grenzt Fatu Loda an den Suco Lahane Oriental (Verwaltungsamt Nain Feto) und im Süden an den Suco Cotolau (Verwaltungsamt Laulara, Gemeinde Aileu).
Der Ort Fatu Loda liegt an der Südgrenze, die weitgehend von der Überlandstraße von Dili nach Aileu gebildet wird. Daher stehen einige Häuser des Ortes auch in der Nachbargemeinde, so zum Beispiel das medizinische Zentrum. In der Aldeia selbst befinden sich die Grundschule Balibar und der Sitz des Sucos Balibar. Der Norden von Fatu Loda ist nahezu unbesiedelt und bewaldet.